# La Creu dels Joncarets
La Creu dels Joncarets (dita també la Santa Creu o, simplement, la Creu) és una masia del poble de la Pedra, al municipi de la Coma i la Pedra, a la Vall de Lord (Solsonès).